# Évry, Essonne
För företaget, se EVRY
Évry är en kommun i departementet Essonne i regionen Île-de-France i norra Frankrike. Kommunen är chef-lieu över 2 kantoner som tillhör arrondissementet Évry. År 2018 hade Évry 53 641 invånare.
Évry är en av de södra förorterna till Paris och ligger 25 km från Paris centrum.

## Utbildning
- École nationale supérieure d'informatique pour l'industrie et l'entreprise
- École nationale supérieure des mines de Paris
- Institut Mines-Télécom Business School
- Telecom SudParis

## Befolkningsutveckling
Antalet invånare i kommunen Évry
| Referens: INSEE |